# Notanisomorphella flaviventris
Notanisomorphella flaviventris är en stekelart som först beskrevs av Girault 1913.  Notanisomorphella flaviventris ingår i släktet Notanisomorphella och familjen finglanssteklar. Inga underarter finns listade i Catalogue of Life.